# Fiorella Bonicelli
Fiorella Bonicelli (ur. 21 grudnia 1951 w Limie) – urugwajska tenisistka, zwyciężczyni French Open 1975 w grze mieszanej i French Open 1976 w grze podwójnej, reprezentantka kraju w Fed Cup.

## Kariera tenisowa
Zawodową tenisistką Bonicelli była w latach 1970–1986.
W swojej karierze dwukrotnie była w finałach imprez gry pojedynczej rangi WTA Tour. Po raz pierwszy miało to miejsce w Buenos Aires w 1972, przegrała wówczas z Brytyjką Virginią Wade. Po raz drugi, i jak się okazało, ostatni, była w finale w Monte Carlo pięć lat później, a pokonała ją Helga Masthoff.
W roku 1976 triumfowała we French Open wspólnie z Gail Sherriff. Urugwajka była także pięciokrotnie w deblowych finałach.
W grze pojedynczej jej największy sukces to ćwierćfinał French Open 1978, przegrany z Virginią Ruzici. Była w czwartej rundzie we French Open 1975 i Australian Open 1972. Podczas French Open 1975 triumfowała wspólnie z Thomazem Kochem w zawodach mikstowych.
W latach 1972–1977, 1986 reprezentowała Urugwaj w Fed Cup notując bilans siedemnastu zwycięstw i dwunastu porażek.

### Finały w turniejach wielkoszlemowych

#### Gra podwójna (1–0)
| Końcowy wynik | Nr | Data            | Turniej            | Nawierzchnia | Partnerka     | Przeciwniczki                          | Wynik finału  |
| ------------- | -- | --------------- | ------------------ | ------------ | ------------- | -------------------------------------- | ------------- |
| Zwyciężczyni  | 1. | 14 czerwca 1976 | French Open, Paryż | Ceglana      | Gail Sherriff | Kathleen Harter Helga Niessen Masthoff | 6:4, 1:6, 6:3 |

#### Gra mieszana (1–0)
| Końcowy wynik | Nr | Data            | Turniej            | Nawierzchnia | Partner     | Przeciwnicy                 | Wynik finału |
| ------------- | -- | --------------- | ------------------ | ------------ | ----------- | --------------------------- | ------------ |
| Zwyciężczyni  | 1. | 15 czerwca 1975 | French Open, Paryż | Ceglana      | Thomaz Koch | Pam Teeguarden Jaime Fillol | 6:4, 7:6     |